# Hectobrocha
Hectobrocha é um gênero de traça pertencente à família Arctiidae.